# Raid sur Cherbourg
Guerre de Sept Ans
Batailles
- Minorque (navale) (1756)
- Pirna (1756)
- Lobositz (1756)
- Reichenberg (1757)
- Prague (1757)
- Kolin (1757)
- Hastenbeck (1757)
- Gross-Jägersdorf (1757)
- Moys (1757)
- Rochefort (1757)
- Rossbach (1757)
- Breslau (1757)
- Leuthen (1757)
- Carthagène (navale) (1758)
- Olomouc (1758)
- Saint-Malo (1758)
- Rheinberg (1758)
- Krefeld (1758)
- Domstadl (1758)
- Cherbourg (1758)
- Zorndorf (1758)
- Saint-Cast (1758)
- Tornow (1758)
- Lutzelberg (1758)
- Hochkirch (1758)
- Bergen (1759)
- Kay (1759)
- Minden (1759)
- Kunersdorf (1759)
- Neuwarp (navale) (1759)
- Hoyerswerda (1759)
- Baie de Quiberon (navale) (1759)
- Maxen (1759)
- Meissen (1759)
- Glatz (1760)
- Landshut (1760)
- Corbach (1760)
- Emsdorf (1760)
- Dresde (1760)
- Warburg (1760)
- Liegnitz (1760)
- Rhadern (1760)
- Berlin (1760)
- Kloster Kampen (1760)
- Torgau (1760)
- Belle-Île (1761)
- Langensalza (1761)
- Cassel (1761)
- Grünberg (1761)
- Villinghausen (1761)
- Ölper (1761)
- Kolberg (1761)
- Wilhelmsthal (1762)
- Burkersdorf (1762)
- Lutterberg (1762)
- Reichenbach (1762)
- Almeida (1762)
- Valencia de Alcántara (1762)
- Nauheim (1762)
- Vila Velha de Ródão (1762)
- Cassel (1762)
- Freiberg (1762)

- Jumonville Glen (1754)
- Fort Necessity (1754)
- Fort Beauséjour (1755)
- 8 juin 1755
- Monongahela (1755)
- Petitcoudiac (1755)
- Lac George (1755)
- Fort Bull (1756)
- Fort Oswego (1756)
- Kittanning (1756)
- En raquettes (1757)
- Pointe du Jour du Sabbat (1757)
- Fort William Henry (1757)
- German Flatts (1757)
- Lac Saint-Sacrement (1758)
- Louisbourg (1758)
- Le Cran (1758)
- Fort Carillon (1758)
- Fort Frontenac (1758)
- Fort Duquesne (1758)
- Fort Ligonier (1758)
- Québec (1759)
- Fort Niagara (1759)
- Beauport (1759)
- Plaines d'Abraham (1759)
- Sainte-Foy (1760)
- Neuville (1760)
- Ristigouche (navale) (1760)
- Mille-Îles (1760)
- Signal Hill (1762)

- Cap-Français (1757)
- Martinique (1759)
- Guadeloupe (1759)
- Dominique (1761)
- Martinique (1762)
- Cuba (1762)

- Chandernagor (1757)
- Plassey (1757)
- Gondelour (1758)
- Négapatam (navale) (1758)
- Condore (1758)
- Madras (1758)
- Pondichéry (navale) (1759)
- Masulipatam (1759)
- Chinsurah (1758)
- Wandiwash (1760)
- Pondichéry (1760-1761)
- Manille (1762)

- Saint-Louis (1758)
- Gorée (1758)
- Gambie

Le raid sur Cherbourg est une descente navale britannique qui a lieu début août 1758 contre la ville de Cherbourg, dans le cadre de la guerre de Sept Ans. Une force britannique est débarquée par la Royal Navy sur la côte française, à Urville, près de Cherbourg, dans l'intention d'attaquer la ville. Cette attaque s'inscrit dans la politique de « descentes navales » défendues par William Pitt et par le gouvernement britannique.

## Contexte
Accumulant les défaites en Europe continentale, le gouvernement britannique décide, à partir de 1757, de tirer parti de sa supériorité navale pour lancer une série de descentes sur les côtes françaises, en guise de diversion — obligeant la France à retirer une partie de ses forces d'Allemagne (pour protéger ses côtes), là où les alliés de la Grande-Bretagne, la Prusse, Hanovre et le Brunswick reculaient. À l'automne 1757, une expédition britannique sur Rochefort parvient à capturer l'île d'Aix, mais échoue devant la ville et doit battre en retraite. En 1758, le duc de Brunswick demande à ses alliés britanniques de mettre leur politique en œuvre pour soulager ses troupes qui enchaînaient les défaites. Une importante flotte est armée au sud de l'Angleterre, sous la supervision de l'amiral Anson, le First Lord of the Admiralty. En juin 1758, les Britanniques lancent un raid sur Saint-Malo. Face au succès rencontré lors de cette expédition, un nouveau raid est envisagé et il est prévu que le prince Edward, le frère cadet du prince de Galles ferait partie de l'expédition.

## Le raid
Les forces terrestres britanniques sont placées sous les commandement du Lieutenant General Thomas Bligh, alors que le commandement de la flotte est confié au commodore Richard Howe. La flotte britannique croise le long des côtes de Normandie, menaçant un certain nombre de ports, avant d'arriver en vue de Cherbourg le 7 août. Les conditions météorologiques étant favorables, 7 000 hommes et 600 chevaux débarquent à Urville. Une fois à terre, ils balayent la petite garnison, composée des régiments irlandais de Clare et liégeois d'Horion, qui était chargée de défendre la ville, lancent un assaut et capturent Cherbourg. Ils entreprennent alors de détruire les fortifications et le port. Le 16 août, les Britanniques quittent Cherbourg et ré-embarquent après être restés une semaine sur place.
La ville, conquise par les britanniques pratiquement sans combat, est quasiment mise à sac. Les troupes françaises pensaient que l'ennemi viendrait par la mer et surveillaient le large. Les Anglais débarquèrent sur la plage d'Urville et arrivèrent par la terre, surprenant le bataillon chargé de la protection de la ville, qui ne put lutter et laissa le champ libre aux godons.

## Conséquences
La nouvelle du succès de cette expédition remonte le moral de la population en Grande-Bretagne, toujours marquée par la perte de Minorque deux ans plus tôt. Les journaux remarquent qu'il s'agit du premier débarquement — de grande ampleur — à être couronné de succès depuis la guerre de Cent Ans. Cette politique de descentes navales était défendue par William Pitt et ce succès l'encourage à lancer de nouvelles attaques sur les côtes françaises. En septembre 1758, Bligh essaye de capturer Saint-Malo, mais le gros temps l'empêche de débarquer l'intégralité de ses forces, et ses hommes doivent rapidement se replier face à des Français supérieurs en nombre. Bligh est alors contraint d'ordonner à ses hommes de ré-embarquer, ce que les Britanniques parviennent à faire au prix de lourdes pertes à la bataille de Saint-Cast. Cette défaite marque la fin de la politique de raids et de « descentes navales », les Britanniques préférant désormais engager davantage de forces en Allemagne plutôt que de risquer un nouvel échec.
Malgré ce dernier revers, ces raids ont atteint leurs objectifs dans la mesure où ils atteignent le moral de la population française, et montrent que le territoire de la France métropolitaine était lui aussi sous la menace des attaques britanniques. En réponse, la France planifie une invasion de la Grande-Bretagne, destinée à mettre un terme au conflit, mais ces plans doivent être abandonnés après les défaites de Lagos et de la baie de Quiberon.